# Montebelluna
Montebelluna là một đô thị (comune) thuộc tỉnh Treviso, vùng Veneto, Ý. Đô thị này có diện tích km2, dân số là 30.817 người (thời điểm năm). Đô thị này có cự ly 67 km về phía tây bắc Venice.
Fila có các cơ sở nghiên cứu đặt ở Montebelluna. Northwave đã được khởi đầu bởi Gianni Piva ở Montebelluna. Geox cũng đặt ở Montebelluna.
Montebelluna là một nơi sản xuất giày trượt tuyết lớn.

## Cư dân nổi tiếng từ Montebelluna
- Alberto Bottari de Castello, tổng Giám mục
- Aldo Serena, cầu thủ bóng đá
- Attilio Tesser, cầu thủ bóng đá
- Carlo Moretti, cua rơ
- Luca Badoer, đua xe F1
- Marcello Agnoletto, cầu thủ bóng đá
- Oscar Gatto, cua rơ
- Renato Palumbo
- Alessandro Bertuola (* 1979), cua rơ

## Thành phố kết nghĩa
- Dammarie-les-Lys, Pháp, từ năm 1987
- Imatra, Phần Lan, từ năm
- Oberkochen, Đức, từ năm 1992
- Tata, Hungary, từ năm 2000
- Portlaoise, Ireland, từ năm 2010